# Coolpad
Coolpad Group Limited (tiếng Trung: 酷派集团; bính âm: Kùpài Jítuán SEHK: ) là một công ty thiết bị viễn thông Trung Quốc, có trụ sở đặt tại Thâm Quyến, Quảng Đông.
Coolpad được thiết kế và thành lập bởi Công ty khoa học truyền thông máy tính Yulong (gọi tắt là Yulong Telecom), một công ty con được đầu tư đầy đủ bởi cty công nghệ không dây Trung Quốc (China Wireless Technologies Limited. China Wireless chính thức đổi tên thành "Coolpad Group Limited" vào năm 2013.

## Tranh cãi
Ngày 17 tháng 12 năm 2014, Palo Alto Networks công bố rằng họ đã tìm thấy một backdoor được cài đặt trên nhiều thiết bị cầm tay của họ và nó được gọi là "CoolReaper".